# آيت لحسن اوفلا (ميضاا العليا)
آيت لحسن اوفلا هو دُوَّار يقع بجماعة إفرني، إقليم الدريوش، جهة الشرق في المملكة المغربية. ينتمي الدوّار لمشيخة ميضاا العليا التي تضم 13 دوار. يقدر عدد سكانه بـ 367 نسمة حسب الإحصاء الرسمي للسكان والسكنى لسنة 2004.

## وصلات خارجية
- البوابة الوطنية للجماعات الترابية
- المندوبية السامية للتخطيط